# Les 500 plus grandes chansons de tous les temps selon Rolling Stone

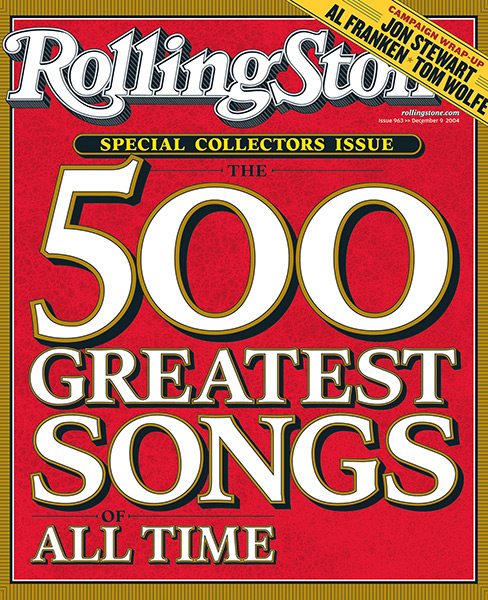
Couverture du numéro 963 de Rolling Stone, sorti en 2004.

Les 500 plus grandes chansons de tous les temps (500 Greatest Songs of All Time) est un classement établi pour le magazine américain Rolling Stone. Sa première édition est publiée dans le no 963 du magazine, paru le 9 décembre 2004. Les chansons du classement ont été choisies par 172 musiciens et personnalités de l'industrie du disque faisant partie d'un jury composé par le magazine. Une nouvelle version de la liste est publiée en mai 2010. En 2015, la plate-forme de streaming Spotify réorganise à nouveau la liste à partir du nombre d'écoutes de chaque chanson. Le magazine refaçonne complètement la liste en 2021.
Le classement se compose presque exclusivement de chansons britanniques ou américaines (et une seule est chantée en une autre langue que l'anglais). Certains artistes sont présents à de nombreuses reprises dans cette liste, notamment les Beatles, les Rolling Stones et Bob Dylan. Like a Rolling Stone (1965) de Dylan apparaît en tête du classement. La liste a notamment été critiquée pour sa proportion importante de chansons des années 1960 et 1970, ainsi que pour son absence de véritables critères de sélection.

## Version de 2004
La première version du classement apparaît dans le numéro 963 de Rolling Stone, sorti le 9 décembre 2004. Les chansons sont choisies par un jury composé de 172 musiciens et personnalités de l'industrie du disque.

### Statistiques
- Like a Rolling Stone de Bob Dylan, sorti en 1965, a été choisi comme numéro 1[3],[4].
- 218 artistes différents sont inclus dans la liste[5].
- Avec 23 chansons, les Beatles sont les plus représentés dans cette liste[6],[7]. Ils sont suivis par les Rolling Stones avec 14 chansons présentes dans la liste[7],[8], Bob Dylan avec 12 titres[8],[9] et Elvis Presley avec 11 chansons[9].
- 4 chansons des Beatles figurent dans le top 20 du classement[3].
- Parmi le top 25, deux seulement sont parues après 1975[7], et 5 sont parues en 1965.
- Sur les 500 chansons, 202 sont des chansons des années 1960[7],[10]. Le top 20 en compte à lui seul 11[3].
- 144 sont des chansons des années 1970[4],[7].
- Trois chansons des années 2000 apparaissent dans la liste : Stan (2000) et Lose Yourself (2002) d'Eminem et Hey Ya! d'OutKast (2003)[4],[7]. Hey Ya! est ainsi la chanson la plus récente de la liste[11],[12].
- 94 % des titres viennent soit du Royaume-Uni, soit des États-Unis[13], et La bamba de Ritchie Valens est la seule chanson à ne pas être en anglais[13].
- 69 % des titres sont sortis dans les années 1960 ou 1970[13].
- Fast Car de Tracy Chapman est la chanson la mieux classée (165e) à être à la fois écrite et interprétée par une femme[14].
- Green Onions de Booker T. and the M.G.'s est le seul instrumental de la liste[15].
- Les chansons Blue Suede Shoes, Mr. Tambourine Man et Walk This Way sont classées 2 fois, avec des interprètes différents.

## Version de 2010
Le classement des 500 plus grandes chansons de tous les temps est mis à jour en mai 2010. 162 personnes composent cette fois-ci le jury et 25 nouvelles chansons sont ajoutées à la liste. Rolling Stone collabore avec l'entreprise Zinio pour sortir une version numérique de la liste, alors rendue disponible sur iPad, iPod et iTouch.

### Statistiques et différences avec le classement de 2004
- Les 25 nouvelles chansons du classement sont sorties dans les années 2000, à l'exception de Juicy (1994) du rappeur The Notorious B.I.G[16].
- Au niveau du top 100, Crazy de Gnarls Barkley apparaît à la 100e place du classement, remplaçant You Can't Always Get What You Want des Rolling Stones, qui est maintenant classé 101e[18]. Le reste du top 100 reste inchangé[18].
- Classé 114e en 2004, le titre Da Doo Ron Ron des Crystals n'apparaît plus dans celui de 2010, ce qui en fait la chanson la mieux classée de la liste de 2004 à ne plus figurer dans celle de 2010[18].
- D'autres titres comme Crossroads de Cream, By the Time I Get to Phoenix de Glen Campbell, You Don't Have to Say You Love Me de Dusty Springfield et More Than a Feeling de Boston ne figurent plus non plus dans le classement de 2010[18].
- Les Beatles restent les plus représentés avec 23 chansons et sont suivis par les Rolling Stones avec 14 chansons, Bob Dylan avec 13, Elvis Presley avec 11 et U2 avec 8[18].
- U2 est passé de 6 à 8 chansons avec l'ajout de Moment of Surrender et de Beautiful Day[16].
- Quatre chansons de Jay-Z apparaissent dans le classement de 2010 : Crazy in Love avec Beyoncé, Umbrella avec Rihanna, 99 Problems et Big Pimpin'[19]. Il est ainsi le « nouvel artiste » figurant le plus dans le classement et, en raison de cet exploit, a écrit l'introduction du nouveau classement[16].
- La répartition par décennie est la suivante[18] :

| Décennie    | Nombres de chansons |
| ----------- | ------------------- |
| Années 1940 | 2                   |
| Années 1950 | 69                  |
| Années 1960 | 195                 |
| Années 1970 | 131                 |
| Années 1980 | 55                  |
| Années 1990 | 21                  |
| Années 2000 | 27                  |

## Classements de Spotify (2015)
En 2015, Spotify réorganise la liste en se basant sur le nombre d'écoutes de chaque chanson pour connaître les chansons préférées des utilisateurs du site. Deux listes de lecture sont rendues disponibles à partir des données recueillies par la plate-forme de streaming : la première prend en compte le nombre d'écoutes de tous les utilisateurs du site, tandis que la seconde se base uniquement sur les écoutes des utilisateurs du « millénaire » (âgés de 18 à 34 ans). Crazy in Love de Beyoncé et Jay-Z se retrouve à la première place des deux classements, remplaçant ainsi Like a Rolling Stone de Bob Dylan.

## Version de 2021
Une nouvelle édition mise à jour est publiée par Rolling Stone en septembre 2021, avec plus de la moitié des entrées ne figurant sur aucune des deux éditions précédentes. Ce classement est basé sur une nouvelle enquête et ne tient plus compte des enquêtes menées pour les listes précédentes. La liste de 2021 s'appuie sur un sondage auprès de plus de 250 artistes, musiciens, producteurs, critiques, journalistes et personnalités de l'industrie. Ils ont chacun envoyé une liste classée de leurs 50 meilleures chansons, et Rolling Stone a compilé les résultats.
Like a Rolling Stone de Bob Dylan prend la 1re place, et Public Enemy, avec Fight the Power, passe de la 330e à la 2e place. La nouvelle liste laisse plus de place à des chansons récentes, mais également quelques-unes plus anciennes, par exemple de Robert Johnson, Billie Holiday ou Woody Guthrie. Le hip-hop et le RnB sont des genres mieux représentés, ainsi que le metal, dans une moindre mesure. Enfin, une plus large place est accordée à la gent féminine.

### Statistiques
- L'immense majorité des titres présentés sont interprétés par des artistes américains, et environ 20% par des Britanniques. On en compte 9 chantées par des Canadiens (dont Neil Young qui est également américain), 8 par des Jamaïcains, 7 par des Irlandais, 3 par des Suédois et 2 par des Australiens (3 si l'on compte les Bee Gees). Daft Punk est le seul groupe français. Les autres pays représentés par une seule chanson sont l'Allemagne, la Barbade, le Brésil, la Corée du Sud, Cuba, la Nouvelle-Zélande et Trinité-et-Tobago.
- Cinq chansons sont en espagnol. Ponta de Lança Africano (Umbabarauma), du chanteur brésilien Jorge Ben Jor, est interprétée en portugais. Les 494 chansons restantes sont en anglais.
- Six chansons figurent deux fois dans le classement, interprétées par des artistes différents : Gloria, Hallelujah, Killing Me Softly with His Song, Mr. Tambourine Man, Walk On By et Walk This Way.
- Avec 12 chansons, The Beatles reste le groupe le plus présent dans la liste. Les suivants sont Bob Dylan et  David Bowie (7 titres), Prince (6), Bruce Springsteen et The Rolling Stones (5), Aretha Franklin, Marvin Gaye et Stevie Wonder (4). D'autres artistes apparaissent 5 fois dans ce classement, si l'on compte les collaborations en groupe ou les featuring. C'est le cas de Beyoncé (avec Destiny's Child, Jay-Z et Megan Thee Stallion), Dr. Dre (avec N.W.A., 2Pac et Blackstreet) et Neil Young (avec Buffalo Springfield ou Crosby, Stills and Nash).
- La répartition par décennie est la suivante :

| Décennie    | Nombres de chansons |
| ----------- | ------------------- |
| Années 1930 | 2                   |
| Années 1950 | 23                  |
| Années 1960 | 109                 |
| Années 1970 | 145                 |
| Années 1980 | 77                  |
| Années 1990 | 74                  |
| Années 2000 | 34                  |
| Années 2010 | 33                  |
| Années 2020 | 3                   |

## Critiques
Au moment de la parution du classement en décembre 2004, les lecteurs de Rolling Stone constatent avec frustration qu'il y a de nombreux oublis. Plusieurs journalistes ont remarqué la proportion importante de chansons des années 1960 et 1970 au sein de la liste,,,. Jonathan Lemire du New York Daily News note ainsi un biais générationnel au niveau de la liste tandis que David Barton du Sacramento Bee y voit avant tout les choix de « baby boomers ». Il trouve aussi que certains artistes comme James Brown, qu'il estime au moins aussi influent que Bob Dylan, sont « sérieusement retrogradés ». Pour Jeff Simon, journaliste du Buffalo News, la liste est « de façon prévisible solipsiste et centrée sur les années 1960 ». Thomas Scott McKenzie du site PopMatters trouve que Rolling Stone « semble souvent ne pas voir qu'il y a eu de la bonne musique depuis le milieu des années 1970. » Le magazine californien Life After 50 pense qu'il s'agit d'un « favoritisme flagrant » de la part du magazine, et que la sélection dénote « divers manques de sagacité, comme le choix du surfait Bennie And The Jets, la plus irritante composition d’Elton John, pourtant prolifique en chansons d’envergure. ».
L'auteur Jonathan L. Friedmann et Tony Hicks du San Jose Mercury News déplorent l'absence de véritables critères de sélection,. Friedmann note la surreprésentation des Beatles et des biais flagrants au niveau de la sélection des chansons alors que Hicks s'interroge : « Parlons-nous des chansons les plus influentes ? Des meilleures chansons ? Ou tout simplement des chansons que les critiques de rock trouvent utiles pour redorer leur image ? » Spencer Patterson du Las Vegas Sun estime que « Rolling Stone est allé vers ce qui était évident, en choisissant les Beatles, les Stones et Dylan et en ignorant des milliers d'auteurs-compositeurs incroyables mais moins connus. » Pour le critique musical George Varga, la liste « oublie tellement de chansons et d'artistes notables que l'on est en droit de se demander ce que pensaient ses électeurs. » Tim West de Suburban Chicago Newspapers note quant à lui l'absence de musique classique, de folk et d'easy listening au sein du classement.
Le site de BMI trouve que le classement de 2010 reflète « le meilleur du paysage musical américain. » David Riedel de CBS News a commenté : « Que l'on soit d'accord ou non avec les chansons choisies par Rolling Stone est (peut-être) une question de goût, mais leurs sélections des Beatles sont pleines de belles mélodies et d'exploits qui ont marqué l'histoire de la pop. »
En décembre 2004, dans une interview accordée à Ed Bradley de l'émission 60 Minutes, Bob Dylan affirme ne pas faire attention à la liste de Rolling Stone ni à la place de Like a Rolling Stone au sein du classement.

## Classement détaillé
| 2004 | 2010 | 2021 | 2024 | Interprète                                                          | Titre                                                 | Date |
| ---- | ---- | ---- | ---- | ------------------------------------------------------------------- | ----------------------------------------------------- | ---- |
| 1    | 1    | 4    | 4    | Bob Dylan                                                           | Like a Rolling Stone                                  | 1965 |
| 2    | 2    | 31   | 31   | The Rolling Stones                                                  | (I Can't Get No) Satisfaction                         | 1965 |
| 3    | 3    | 19   | 19   | John Lennon                                                         | Imagine                                               | 1971 |
| 4    | 4    | 6    | 6    | Marvin Gaye                                                         | What's Going On                                       | 1971 |
| 5    | 5    | 1    | 1    | Aretha Franklin                                                     | Respect                                               | 1967 |
| 6    | 6    | 53   | 53   | The Beach Boys                                                      | Good Vibrations                                       | 1966 |
| 7    | 7    | 33   | 33   | Chuck Berry                                                         | Johnny B. Goode                                       | 1957 |
| 8    | 8    | 89   | 89   | The Beatles                                                         | Hey Jude                                              | 1968 |
| 9    | 9    | 5    | 5    | Nirvana                                                             | Smells Like Teen Spirit                               | 1991 |
| 10   | 10   | 80   | 80   | Ray Charles                                                         | What'd I Say                                          | 1959 |
| 11   | 11   | 232  | 232  | The Who                                                             | My Generation                                         | 1965 |
| 12   | 12   | 3    | 3    | Sam Cooke                                                           | A Change Is Gonna Come                                | 1964 |
| 13   | 13   | 72   | 72   | The Beatles                                                         | Yesterday                                             | 1965 |
| 14   | 14   | 100  | 100  | Bob Dylan                                                           | Blowin' in the Wind                                   | 1963 |
| 15   | 15   | 143  | 143  | The Clash                                                           | London Calling                                        | 1979 |
| 16   | 16   | 15   | 15   | The Beatles                                                         | I Want to Hold Your Hand                              | 1963 |
| 17   | 17   | 250  | 250  | The Jimi Hendrix Experience                                         | Purple Haze                                           | 1967 |
| 18   | 18   | 102  | 102  | Chuck Berry                                                         | Maybellene                                            | 1955 |
| 19   | 19   | -    | -    | Elvis Presley                                                       | Hound Dog                                             | 1956 |
| 20   | 20   | 121  | 121  | The Beatles                                                         | Let It Be                                             | 1970 |
| 21   | 21   | 27   | 27   | Bruce Springsteen                                                   | Born to Run                                           | 1975 |
| 22   | 22   | 22   | 22   | The Ronettes                                                        | Be My Baby                                            | 1963 |
| 23   | 23   | 98   | 98   | The Beatles                                                         | In My Life                                            | 1965 |
| 24   | 24   | 122  | 122  | The Impressions                                                     | People Get Ready                                      | 1965 |
| 25   | 25   | 11   | 11   | The Beach Boys                                                      | God Only Knows                                        | 1966 |
| 26   | 28   | 24   | 24   | The Beatles                                                         | A Day in the Life                                     | 1967 |
| 27   | 27   | 224  | 224  | Derek and the Dominos                                               | Layla                                                 | 1970 |
| 28   | 26   | 38   | 38   | Otis Redding                                                        | (Sittin' on) The Dock of the Bay                      | 1968 |
| 29   | 29   | 447  | 447  | The Beatles                                                         | Help!                                                 | 1965 |
| 30   | 30   | 76   | 76   | Johnny Cash                                                         | I Walk the Line                                       | 1956 |
| 31   | 31   | 61   | 61   | Led Zeppelin                                                        | Stairway to Heaven                                    | 1971 |
| 32   | 32   | 106  | 106  | The Rolling Stones                                                  | Sympathy for the Devil                                | 1968 |
| 33   | 33   | 221  | 221  | Ike and Tina Turner                                                 | River Deep, Mountain High                             | 1966 |
| 34   | 34   | -    | -    | The Righteous Brothers                                              | You've Lost That Lovin' Feelin'                       | 1964 |
| 35   | 35   | 310  | 310  | The Doors                                                           | Light My Fire                                         | 1967 |
| 36   | 36   | 62   | 62   | U2                                                                  | One                                                   | 1992 |
| 37   | 37   | 140  | 140  | Bob Marley                                                          | No Woman, No Cry                                      | 1974 |
| 38   | 38   | 13   | 13   | The Rolling Stones                                                  | Gimme Shelter                                         | 1969 |
| 39   | 39   | 124  | 124  | Buddy Holly and the Crickets                                        | That'll Be the Day                                    | 1957 |
| 40   | 40   | 130  | 130  | Martha and the Vandellas                                            | Dancing in the Street                                 | 1964 |
| 41   | 41   | 58   | 58   | The Band                                                            | The Weight                                            | 1968 |
| 42   | 42   | 14   | 14   | The Kinks                                                           | Waterloo Sunset                                       | 1967 |
| 43   | 43   | 35   | 35   | Little Richard                                                      | Tutti Frutti                                          | 1955 |
| 44   | 44   | 283  | 283  | Ray Charles                                                         | Georgia on My Mind                                    | 1960 |
| 45   | 45   | 347  | 348  | Elvis Presley                                                       | Heartbreak Hotel                                      | 1956 |
| 46   | 46   | 23   | 23   | David Bowie                                                         | Heroes                                                | 1977 |
| 47   | 48   | 66   | 66   | Simon and Garfunkel                                                 | Bridge over Troubled Water                            | 1970 |
| 48   | 47   | 40   | 40   | The Jimi Hendrix Experience                                         | All Along the Watchtower                              | 1968 |
| 49   | 49   | 311  | 311  | Eagles                                                              | Hotel California                                      | 1977 |
| 50   | 50   | 54   | 54   | Smokey Robinson and the Miracles                                    | The Tracks of My Tears                                | 1965 |
| 51   | 51   | 59   | 59   | Grandmaster Flash and the Furious Five                              | The Message                                           | 1982 |
| 52   | 52   | 37   | 37   | Prince                                                              | When Doves Cry                                        | 1984 |
| 53   | 56   | 125  | 125  | Sex Pistols                                                         | Anarchy in the U.K.                                   | 1976 |
| 54   | 53   | -    | -    | Percy Sledge                                                        | When a Man Loves a Woman                              | 1966 |
| 55   | 54   | 156  | 156  | The Kingsmen                                                        | Louie Louie                                           | 1963 |
| 56   | 55   | -    | -    | Little Richard                                                      | Long Tall Sally                                       | 1956 |
| 57   | 57   | 271  | 271  | Procol Harum                                                        | A Whiter Shade of Pale                                | 1967 |
| 58   | 58   | 44   | 44   | Michael Jackson                                                     | Billie Jean                                           | 1983 |
| 59   | 59   | -    | -    | Bob Dylan                                                           | The Times They Are a-Changin'                         | 1964 |
| 60   | 60   | 84   | 84   | Al Green                                                            | Let's Stay Together                                   | 1971 |
| 61   | 61   | -    | -    | Jerry Lee Lewis                                                     | Whole Lotta Shakin' Goin' On                          | 1955 |
| 62   | 62   | 277  | 277  | Bo Diddley                                                          | Bo Diddley                                            | 1955 |
| 63   | 63   | -    | -    | Buffalo Springfield                                                 | For What It's Worth                                   | 1967 |
| 64   | 64   | 135  | 135  | The Beatles                                                         | She Loves You                                         | 1963 |
| 65   | 65   | -    | -    | Cream                                                               | Sunshine of Your Love                                 | 1967 |
| 66   | 66   | 42   | 42   | Bob Marley and the Wailers                                          | Redemption Song                                       | 1980 |
| 67   | 67   | 216  | 216  | Elvis Presley                                                       | Jailhouse Rock                                        | 1957 |
| 68   | 68   | 67   | 67   | Bob Dylan                                                           | Tangled Up in Blue                                    | 1975 |
| 69   | 69   | 461  | 461  | Roy Orbison                                                         | Crying                                                | 1962 |
| 70   | 70   | 51   | 51   | Dionne Warwick                                                      | Walk On By                                            | 1964 |
| 71   | 72   | -    | -    | The Beach Boys                                                      | California Girls                                      | 1965 |
| 72   | 71   | 34   | 34   | James Brown                                                         | Papa's Got a Brand New Bag                            | 1965 |
| 73   | 74   | 432  | 432  | Eddie Cochran                                                       | Summertime Blues                                      | 1958 |
| 74   | 73   | 12   | 12   | Stevie Wonder                                                       | Superstition                                          | 1972 |
| 75   | 75   | 128  | 128  | Led Zeppelin                                                        | Whole Lotta Love                                      | 1969 |
| 76   | 76   | 7    | 7    | The Beatles                                                         | Strawberry Fields Forever                             | 1967 |
| 77   | 77   | -    | -    | Elvis Presley                                                       | Mystery Train                                         | 1955 |
| 78   | 78   | -    | -    | James Brown                                                         | I Got You (I Feel Good)                               | 1965 |
| 79   | 79   | 230  | 230  | The Byrds                                                           | Mr. Tambourine Man                                    | 1965 |
| 80   | 81   | 119  | 119  | Marvin Gaye                                                         | I Heard It Through the Grapevine                      | 1968 |
| 81   | 82   | 147  | 147  | Fats Domino                                                         | Blueberry Hill                                        | 1956 |
| 82   | 80   | 176  | 176  | The Kinks                                                           | You Really Got Me                                     | 1964 |
| 83   | 83   | -    | -    | The Beatles                                                         | Norwegian Wood (This Bird Has Flown)                  | 1965 |
| 84   | 84   | 305  | 305  | The Police                                                          | Every Breath You Take                                 | 1983 |
| 85   | 85   | 195  | 195  | Patsy Cline                                                         | Crazy                                                 | 1961 |
| 86   | 86   | 111  | 111  | Bruce Springsteen                                                   | Thunder Road                                          | 1975 |
| 87   | 87   | 201  | 201  | Johnny Cash                                                         | Ring of Fire                                          | 1963 |
| 88   | 88   | 43   | 43   | The Temptations                                                     | My Girl                                               | 1964 |
| 89   | 89   | 420  | 420  | The Mamas and the Papas                                             | California Dreamin'                                   | 1965 |
| 90   | 90   | 170  | 170  | The Five Satins                                                     | In the Still of the Night                             | 1956 |
| 91   | 91   | 70   | 70   | Elvis Presley                                                       | Suspicious Minds                                      | 1969 |
| 92   | 92   | 64   | 64   | Ramones                                                             | Blitzkrieg Bop                                        | 1976 |
| 93   | 93   | 321  | 322  | U2                                                                  | I Still Haven't Found What I'm Looking For            | 1987 |
| 94   | 94   | 92   | 92   | Little Richard                                                      | Good Golly, Miss Molly                                | 1958 |
| 95   | 95   | -    | -    | Carl Perkins                                                        | Blue Suede Shoes                                      | 1956 |
| 96   | 96   | 242  | 242  | Jerry Lee Lewis                                                     | Great Balls of Fire                                   | 1957 |
| 97   | 97   | -    | -    | Chuck Berry                                                         | Roll Over Beethoven                                   | 1956 |
| 98   | 98   | 274  | 274  | Al Green                                                            | Love and Happiness                                    | 1973 |
| 99   | 99   | 227  | 227  | Creedence Clearwater Revival                                        | Fortunate Son                                         | 1969 |
| 100  | 101  | -    | -    | The Rolling Stones                                                  | You Can't Always Get What You Want                    | 1969 |
| 101  | 102  | -    | -    | The Jimi Hendrix Experience                                         | Voodoo Child (Slight Return)                          | 1968 |
| 102  | 103  | -    | -    | Gene Vincent and His Blue Caps                                      | Be-Bop-A-Lula                                         | 1956 |
| 103  | 104  | -    | -    | Donna Summer                                                        | Hot Stuff                                             | 1979 |
| 104  | 105  | -    | -    | Stevie Wonder                                                       | Living for the City                                   | 1973 |
| 105  | 106  | -    | -    | Simon and Garfunkel                                                 | The Boxer                                             | 1969 |
| 106  | 107  | 164  | 164  | Bob Dylan                                                           | Mr. Tambourine Man                                    | 1965 |
| 107  | 108  | -    | -    | Buddy Holly and the Crickets                                        | Not Fade Away                                         | 1957 |
| 108  | 109  | 360  | 360  | Prince                                                              | Little Red Corvette                                   | 1983 |
| 109  | 110  | -    | -    | Van Morrison                                                        | Brown Eyed Girl                                       | 1967 |
| 110  | 111  | 165  | -    | Otis Redding                                                        | I've Been Loving You Too Long (to Stop Now)           | 1965 |
| 111  | 112  | -    | 165  | Hank Williams                                                       | I'm So Lonesome I Could Cry                           | 1949 |
| 112  | 113  | -    | -    | Elvis Presley                                                       | That's All Right                                      | 1954 |
| 113  | 114  | 375  | 375  | The Drifters                                                        | Up on the Roof                                        | 1962 |
| 114  | -    | 366  | 366  | The Crystals                                                        | Da Doo Ron Ron                                        | 1963 |
| 115  | 115  | -    | -    | Sam Cooke                                                           | You Send Me                                           | 1957 |
| 116  | 116  | -    | -    | The Rolling Stones                                                  | Honky Tonk Women                                      | 1969 |
| 117  | 117  | -    | -    | Al Green                                                            | Take Me to the River                                  | 1974 |
| 118  | 119  | 268  | 268  | The Isley Brothers                                                  | Shout (Partie 1 et 2)                                 | 1959 |
| 119  | 120  | 401  | 401  | Fleetwood Mac                                                       | Go Your Own Way                                       | 1977 |
| 120  | 121  | 104  | 104  | The Jackson Five                                                    | I Want You Back                                       | 1969 |
| 121  | 122  | 131  | 131  | Ben E. King                                                         | Stand by Me                                           | 1961 |
| 122  | 123  | 471  | 471  | The Animals                                                         | The House of the Rising Sun                           | 1964 |
| 123  | 124  | -    | -    | James Brown                                                         | It's a Man's Man's Man's World                        | 1966 |
| 124  | 125  | 144  | 144  | The Rolling Stones                                                  | Jumpin' Jack Flash                                    | 1968 |
| 125  | 126  | 151  | 151  | The Shirelles                                                       | Will You Love Me Tomorrow                             | 1960 |
| 126  | 127  | -    | -    | Big Joe Turner                                                      | Shake, Rattle and Roll                                | 1954 |
| 127  | 128  | 200  | 200  | David Bowie                                                         | Changes                                               | 1971 |
| 128  | 129  | -    | -    | Chuck Berry                                                         | Rock & Roll Music                                     | 1957 |
| 129  | 130  | -    | -    | Steppenwolf                                                         | Born to Be Wild                                       | 1968 |
| 130  | 131  | 141  | 141  | Rod Stewart                                                         | Maggie May                                            | 1971 |
| 131  | 132  | 211  | 211  | U2                                                                  | With or Without You                                   | 1987 |
| 132  | 133  | -    | -    | Bo Diddley                                                          | Who Do You Love?                                      | 1956 |
| 133  | 134  | 295  | 295  | The Who                                                             | Won't Get Fooled Again                                | 1971 |
| 134  | 135  | 218  | 218  | Wilson Pickett                                                      | In the Midnight Hour                                  | 1965 |
| 135  | 136  | -    | -    | The Beatles                                                         | While My Guitar Gently Weeps                          | 1968 |
| 136  | 137  | 202  | 202  | Elton John                                                          | Your Song                                             | 1970 |
| 137  | 138  | 243  | 243  | The Beatles                                                         | Eleanor Rigby                                         | 1966 |
| 138  | 139  | 57   | 57   | Sly and the Family Stone                                            | Family Affair                                         | 1971 |
| 139  | 140  | -    | -    | The Beatles                                                         | I Saw Her Standing There                              | 1963 |
| 140  | 141  | 148  | 148  | Led Zeppelin                                                        | Kashmir                                               | 1975 |
| 141  | 142  | 323  | 324  | The Everly Brothers                                                 | All I Have to Do Is Dream                             | 1958 |
| 142  | 143  | -    | -    | James Brown and His Famous Flames                                   | Please, Please, Please                                | 1956 |
| 143  | 144  | 18   | 18   | Prince and the Revolution                                           | Purple Rain                                           | 1984 |
| 144  | 145  | -    | -    | Ramones                                                             | I Wanna Be Sedated                                    | 1979 |
| 145  | 146  | 109  | 109  | Sly and the Family Stone                                            | Everyday People                                       | 1968 |
| 146  | 147  | 300  | 300  | The B-52's                                                          | Rock Lobster                                          | 1978 |
| 147  | 149  | 325  | 326  | Iggy Pop                                                            | Lust for Life                                         | 1977 |
| 148  | 148  | -    | -    | Janis Joplin                                                        | Me and Bobby McGee                                    | 1971 |
| 149  | 150  | -    | -    | The Everly Brothers                                                 | Cathy's Clown                                         | 1960 |
| 150  | 151  | 181  | 181  | The Byrds                                                           | Eight Miles High                                      | 1966 |
| 151  | 152  | -    | -    | The Penguins                                                        | Earth Angel                                           | 1954 |
| 152  | 153  | -    | -    | The Jimi Hendrix Experience                                         | Foxy Lady                                             | 1967 |
| 153  | 154  | -    | -    | The Beatles                                                         | A Hard Day's Night                                    | 1964 |
| 154  | 155  | -    | -    | Buddy Holly and the Crickets                                        | Rave On                                               | 1958 |
| 155  | 156  | 152  | 152  | Creedence Clearwater Revival                                        | Proud Mary                                            | 1969 |
| 156  | 157  | 182  | 182  | Simon and Garfunkel                                                 | The Sound of Silence                                  | 1964 |
| 157  | 158  | 175  | 175  | The Flamingos                                                       | I Only Have Eyes for You                              | 1959 |
| 158  | 159  | -    | -    | Bill Haley and His Comets                                           | (We're Gonna) Rock Around the Clock                   | 1955 |
| 159  | 161  | 81   | 81   | The Velvet Underground                                              | I'm Waiting for the Man                               | 1967 |
| 160  | 162  | 397  | 397  | Public Enemy                                                        | Bring the Noise                                       | 1987 |
| 161  | 164  | -    | -    | Ray Charles                                                         | I Can't Stop Loving You                               | 1962 |
| 162  | 165  | 184  | 184  | Sinéad O'Connor                                                     | Nothing Compares 2 U                                  | 1990 |
| 163  | 166  | 17   | 17   | Queen                                                               | Bohemian Rhapsody                                     | 1975 |
| 164  | 163  | -    | -    | Johnny Cash                                                         | Folsom Prison Blues                                   | 1955 |
| 165  | 167  | 71   | 71   | Tracy Chapman                                                       | Fast Car                                              | 1988 |
| 166  | -    | 167  | 167  | Eminem                                                              | Lose Yourself                                         | 2000 |
| 167  | 168  | 264  | 264  | Marvin Gaye                                                         | Let's Get It On                                       | 1973 |
| 168  | 169  | 333  | 334  | The Temptations                                                     | Papa Was a Rollin' Stone                              | 1972 |
| 169  | 170  | 112  | 112  | R.E.M.                                                              | Losing My Religion                                    | 1991 |
| 170  | 171  | 225  | 225  | Joni Mitchell                                                       | Both Sides Now                                        | 1969 |
| 171  | 174  | 286  | 286  | ABBA                                                                | Dancing Queen                                         | 1976 |
| 172  | 173  | 199  | 199  | Aerosmith                                                           | Dream On                                              | 1973 |
| 173  | 175  | 365  | 365  | Sex Pistols                                                         | God Save the Queen                                    | 1977 |
| 174  | 176  | 213  | 213  | The Rolling Stones                                                  | Paint It, Black                                       | 1966 |
| 175  | 177  | -    | -    | The Bobby Fuller Four                                               | I Fought the Law                                      | 1965 |
| 176  | 178  | -    | -    | The Beach Boys                                                      | Don't Worry Baby                                      | 1964 |
| 177  | 179  | 219  | 219  | Tom Petty                                                           | Free Fallin'                                          | 1989 |
| 178  | 180  | 239  | 239  | Big Star                                                            | September Gurls                                       | 1974 |
| 179  | 181  | 41   | 41   | Joy Division                                                        | Love Will Tear Us Apart                               | 1980 |
| 180  | 182  | 10   | 10   | OutKast                                                             | Hey Ya!                                               | 2003 |
| 181  | 183  | 418  | 418  | Booker T. and the M.G.'s                                            | Green Onions                                          | 1962 |
| 182  | 184  | -    | -    | The Drifters                                                        | Save the Last Dance for Me                            | 1960 |
| 183  | 185  | -    | -    | B. B. King                                                          | The Thrill Is Gone                                    | 1969 |
| 184  | 186  | -    | -    | The Beatles                                                         | Please Please Me                                      | 1963 |
| 185  | 187  | 83   | 83   | Bob Dylan                                                           | Desolation Row                                        | 1965 |
| 186  | 189  | -    | -    | Aretha Franklin                                                     | I Never Loved a Man (the Way I Love You)              | 1967 |
| 187  | 190  | -    | -    | AC/DC                                                               | Back in Black                                         | 1980 |
| 188  | 188  | -    | -    | Creedence Clearwater Revival                                        | Who'll Stop the Rain                                  | 1970 |
| 189  | 191  | 99   | 99   | Bee Gees                                                            | Stayin' Alive                                         | 1977 |
| 190  | 192  | -    | -    | Bob Dylan                                                           | Knockin' on Heaven's Door                             | 1973 |
| 191  | 193  | 407  | 407  | Lynyrd Skynyrd                                                      | Free Bird                                             | 1973 |
| 192  | 195  | -    | 206  | Glen Campbell                                                       | Wichita Lineman                                       | 1968 |
| 193  | 196  | -    | -    | The Drifters                                                        | There Goes My Baby                                    | 1959 |
| 194  | 197  | 370  | 370  | Buddy Holly                                                         | Peggy Sue                                             | 1957 |
| 195  | 199  | -    | -    | The Chantels                                                        | Maybe                                                 | 1957 |
| 196  | 198  | 88   | 88   | Guns N' Roses                                                       | Sweet Child O' Mine                                   | 1988 |
| 197  | 200  | -    | -    | Elvis Presley                                                       | Don't Be Cruel                                        | 1956 |
| 198  | 201  | -    | -    | The Jimi Hendrix Experience                                         | Hey Joe                                               | 1966 |
| 199  | 202  | 252  | 252  | Parliament                                                          | Flash Light                                           | 1977 |
| 200  | 203  | 458  | 458  | Beck                                                                | Loser                                                 | 1993 |
| 201  | 204  | 220  | 220  | New Order                                                           | Bizarre Love Triangle                                 | 1986 |
| 202  | 205  | -    | -    | The Beatles                                                         | Come Together                                         | 1969 |
| 203  | 206  | -    | -    | Bob Dylan                                                           | Positively 4th Street                                 | 1965 |
| 204  | 207  | 136  | 136  | Otis Redding                                                        | Try a Little Tenderness                               | 1966 |
| 205  | 208  | 236  | 236  | Bill Withers                                                        | Lean on Me                                            | 1972 |
| 206  | 209  | 78   | 78   | The Four Tops                                                       | Reach Out I'll Be There                               | 1966 |
| 207  | 210  | -    | -    | The Everly Brothers                                                 | Bye Bye Love                                          | 1957 |
| 208  | 211  | 413  | 413  | Them                                                                | Gloria                                                | 1964 |
| 209  | 212  | -    | -    | The Beach Boys                                                      | In My Room                                            | 1963 |
| 210  | 213  | -    | -    | ? and the Mysterians                                                | 96 Tears                                              | 1966 |
| 211  | 214  | -    | -    | The Beach Boys                                                      | Caroline, No                                          | 1966 |
| 212  | 215  | 339  | 340  | Prince                                                              | 1999                                                  | 1982 |
| 213  | 217  | 237  | 237  | Hank Williams                                                       | Your Cheatin' Heart                                   | 1953 |
| 214  | 216  | -    | -    | Neil Young                                                          | Rockin' in the Free World                             | 1989 |
| 215  | -    | -    | -    | The Chords                                                          | Sh-Boom                                               | 1954 |
| 216  | 218  | -    | -    | The Lovin' Spoonful                                                 | Do You Believe in Magic                               | 1965 |
| 217  | 219  | 63   | 63   | Dolly Parton                                                        | Jolene                                                | 1974 |
| 218  | 220  | 463  | 463  | John Lee Hooker                                                     | Boom Boom                                             | 1961 |
| 219  | 221  | 154  | 154  | Howlin' Wolf                                                        | Spoonful                                              | 1960 |
| 220  | 222  | -    | -    | The Left Banke                                                      | Walk Away Renée                                       | 1966 |
| 221  | 223  | 180  | 180  | Lou Reed                                                            | Walk on the Wild Side                                 | 1972 |
| 222  | 224  | -    | -    | Roy Orbison                                                         | Oh, Pretty Woman                                      | 1964 |
| 223  | 225  | -    | -    | Sly and the Family Stone                                            | Dance to the Music                                    | 1968 |
| 224  | 229  | 68   | 68   | Chic                                                                | Good Times                                            | 1979 |
| 225  | 226  | -    | -    | Muddy Waters                                                        | Hoochie Coochie Man                                   | 1954 |
| 226  | 231  | -    | -    | Van Morrison                                                        | Moondance                                             | 1970 |
| 227  | 227  | 146  | 146  | James Taylor                                                        | Fire and Rain                                         | 1970 |
| 228  | 228  | -    | -    | The Clash                                                           | Should I Stay or Should I Go                          | 1982 |
| 229  | 230  | 425  | 425  | Muddy Waters                                                        | Mannish Boy                                           | 1955 |
| 230  | 232  | -    | -    | Bob Dylan                                                           | Just Like a Woman                                     | 1966 |
| 231  | 233  | 198  | 198  | Marvin Gaye                                                         | Sexual Healing                                        | 1982 |
| 232  | 234  | -    | -    | Roy Orbison                                                         | Only the Lonely                                       | 1960 |
| 233  | 235  | -    | -    | The Animals                                                         | We Gotta Get out of This Place                        | 1965 |
| 234  | 237  | -    | -    | The Byrds                                                           | I'll Feel a Whole Lot Better                          | 1965 |
| 235  | 239  | -    | -    | Ray Charles                                                         | I Got a Woman                                         | 1954 |
| 236  | 238  | -    | -    | Buddy Holly and the Crickets                                        | Everyday                                              | 1957 |
| 237  | 240  | 395  | 395  | Afrika Bambaataa and the Soulsonic Force                            | Planet Rock                                           | 1982 |
| 238  | 241  | -    | -    | Patsy Cline                                                         | I Fall to Pieces                                      | 1961 |
| 239  | 243  | -    | -    | Dion                                                                | The Wanderer                                          | 1961 |
| 240  | 242  | 168  | 168  | Dusty Springfield                                                   | Son of a Preacher Man                                 | 1968 |
| 241  | 244  | -    | -    | Sly and the Family Stone                                            | Stand!                                                | 1969 |
| 242  | 245  | 149  | 149  | Elton John                                                          | Rocket Man                                            | 1972 |
| 243  | 246  | -    | -    | The B-52's                                                          | Love Shack                                            | 1989 |
| 244  | 247  | -    | -    | The Spencer Davis Group                                             | Gimme Some Lovin'                                     | 1966 |
| 245  | 249  | -    | -    | The Band                                                            | The Night They Drove Old Dixie Down                   | 1969 |
| 246  | 248  | -    | -    | Jackie Wilson                                                       | (Your Love Keeps Lifting Me) Higher and Higher        | 1967 |
| 247  | 250  | -    | -    | Sly and the Family Stone                                            | Hot Fun in the Summertime                             | 1969 |
| 248  | 251  | 427  | 427  | The Sugarhill Gang                                                  | Rapper's Delight                                      | 1979 |
| 249  | 252  | 306  | 306  | Aretha Franklin                                                     | Chain of Fools                                        | 1967 |
| 250  | 253  | 338  | 339  | Black Sabbath                                                       | Paranoid                                              | 1970 |
| 251  | 255  | -    | -    | Bobby Darin                                                         | Mack the Knife                                        | 1959 |
| 252  | 254  | -    | -    | The Drifters                                                        | Money Honey                                           | 1953 |
| 253  | 256  | 166  | 166  | Mott the Hoople                                                     | All the Young Dudes                                   | 1972 |
| 254  | 258  | -    | -    | AC/DC                                                               | Highway to Hell                                       | 1979 |
| 255  | 259  | 138  | 138  | Blondie                                                             | Heart of Glass                                        | 1979 |
| 256  | 257  | -    | -    | Radiohead                                                           | Paranoid Android                                      | 1997 |
| 257  | 261  | -    | -    | The Troggs                                                          | Wild Thing                                            | 1966 |
| 258  | 262  | -    | -    | The Who                                                             | I Can See for Miles                                   | 1967 |
| 259  | 264  | 394  | -    | Jeff Buckley                                                        | Hallelujah                                            | 1994 |
| 260  | 263  | -    | -    | The Dells                                                           | Oh, What a Night                                      | 1956 |
| 261  | 265  | 113  | 113  | Stevie Wonder                                                       | Higher Ground                                         | 1973 |
| 262  | 266  | -    | -    | Smokey Robinson and the Miracles                                    | Ooo Baby Baby                                         | 1965 |
| 263  | 267  | -    | -    | The Crystals                                                        | He's a Rebel                                          | 1962 |
| 264  | 268  | 275  | 275  | Randy Newman                                                        | Sail Away                                             | 1972 |
| 265  | 270  | -    | -    | Archie Bell and the Drells                                          | Tighten Up                                            | 1968 |
| 266  | 269  | -    | -    | The Ronettes                                                        | Walking in the Rain                                   | 1964 |
| 267  | 271  | 387  | 387  | The New York Dolls                                                  | Personality Crisis                                    | 1973 |
| 268  | 272  | -    | -    | U2                                                                  | Sunday Bloody Sunday                                  | 1983 |
| 269  | 274  | 77   | 77   | The Modern Lovers                                                   | Roadrunner                                            | 1976 |
| 270  | 275  | 142  | 142  | George Jones                                                        | He Stopped Loving Her Today                           | 1980 |
| 271  | 276  | -    | -    | The Beach Boys                                                      | Sloop John B                                          | 1966 |
| 272  | 277  | -    | -    | Chuck Berry                                                         | Sweet Little Sixteen                                  | 1958 |
| 273  | 278  | 110  | 110  | The Beatles                                                         | Something                                             | 1969 |
| 274  | 279  | -    | -    | Jefferson Airplane                                                  | Somebody to Love                                      | 1967 |
| 275  | 280  | -    | -    | Bruce Springsteen                                                   | Born in the U.S.A.                                    | 1984 |
| 276  | 281  | 186  | 186  | The Staple Singers                                                  | I'll Take You There                                   | 1972 |
| 277  | 282  | -    | -    | David Bowie                                                         | Ziggy Stardust                                        | 1972 |
| 278  | 283  | 377  | -    | The Cure                                                            | Pictures of You                                       | 1990 |
| 279  | 284  | -    | -    | The Dixie Cups                                                      | Chapel of Love                                        | 1964 |
| 280  | 285  | 309  | 309  | Bill Withers                                                        | Ain't No Sunshine                                     | 1971 |
| 281  | 287  | 183  | 183  | Stevie Wonder                                                       | You Are the Sunshine of My Life                       | 1973 |
| 282  | 288  | 464  | 464  | Joni Mitchell                                                       | Help Me                                               | 1974 |
| 283  | 289  | -    | -    | Blondie                                                             | Call Me                                               | 1980 |
| 284  | 290  | -    | -    | Elvis Costello and the Attractions                                  | (What's So Funny 'Bout) Peace, Love and Understanding | 1978 |
| 285  | 291  | -    | -    | Howlin' Wolf                                                        | Smokestack Lightning                                  | 1956 |
| 286  | 292  | 244  | 244  | Pavement                                                            | Summer Babe (Winter Version)                          | 1992 |
| 287  | 293  | -    | -    | Run–DMC                                                             | Walk This Way                                         | 1986 |
| 288  | 294  | -    | -    | Barrett Strong                                                      | Money (That's What I Want)                            | 1959 |
| 289  | 295  | -    | -    | The Beatles                                                         | Can't Buy Me Love                                     | 1964 |
| 290  | 296  | 223  | 223  | Eminem feat. Dido                                                   | Stan                                                  | 2000 |
| 291  | 297  | -    | -    | The Zombies                                                         | She's Not There                                       | 1964 |
| 292  | 298  | -    | -    | The Clash                                                           | Train in Vain                                         | 1980 |
| 293  | 299  | -    | -    | Al Green                                                            | Tired of Being Alone                                  | 1971 |
| 294  | 300  | -    | -    | Led Zeppelin                                                        | Black Dog                                             | 1971 |
| 295  | 301  | -    | -    | The Rolling Stones                                                  | Street Fighting Man                                   | 1968 |
| 296  | 302  | 260  | 260  | Bob Marley and the Wailers                                          | Get Up, Stand Up                                      | 1973 |
| 297  | 303  | 259  | 259  | Neil Young                                                          | Heart of Gold                                         | 1971 |
| 298  | 305  | -    | -    | Blondie                                                             | One Way or Another                                    | 1979 |
| 299  | 304  | -    | -    | Prince                                                              | Sign o' the Times                                     | 1987 |
| 300  | 306  | 55   | 55   | Madonna                                                             | Like a Prayer                                         | 1988 |
| 301  | 308  | -    | -    | Rod Stewart                                                         | Da Ya Think I'm Sexy?                                 | 1978 |
| 302  | 309  | 253  | 253  | Willie Nelson                                                       | Blue Eyes Crying in the Rain                          | 1975 |
| 303  | 310  | -    | -    | The Rolling Stones                                                  | Ruby Tuesday                                          | 1967 |
| 304  | 311  | -    | -    | The Beatles                                                         | With a Little Help from My Friends                    | 1967 |
| 305  | 312  | 393  | 393  | James Brown                                                         | Say It Loud – I'm Black and I'm Proud                 | 1968 |
| 306  | 313  | -    | -    | The Jam                                                             | That's Entertainment                                  | 1980 |
| 307  | 314  | -    | -    | The Teenagers feat. Frankie Lymon                                   | Why Do Fools Fall in Love                             | 1956 |
| 308  | 315  | -    | -    | Jackie Wilson                                                       | Lonely Teardrops                                      | 1958 |
| 309  | 316  | 134  | 134  | Tina Turner                                                         | What's Love Got to Do with It                         | 1984 |
| 310  | 317  | 344  | 345  | Black Sabbath                                                       | Iron Man                                              | 1971 |
| 311  | 318  | -    | -    | The Everly Brothers                                                 | Wake Up Little Susie                                  | 1957 |
| 312  | 319  | -    | -    | Roy Orbison                                                         | In Dreams                                             | 1963 |
| 313  | 320  | 299  | 299  | Screamin' Jay Hawkins                                               | I Put a Spell on You                                  | 1956 |
| 314  | 321  | 179  | 179  | Pink Floyd                                                          | Comfortably Numb                                      | 1979 |
| 315  | 322  | -    | -    | The Animals                                                         | Don't Let Me Be Misunderstood                         | 1965 |
| 316  | 324  | 302  | 302  | Pink Floyd                                                          | Wish You Were Here                                    | 1975 |
| 317  | 325  | -    | -    | Jimmy Cliff                                                         | Many Rivers to Cross                                  | 1969 |
| 318  | 323  | 396  | 396  | Elvis Costello                                                      | Alison                                                | 1977 |
| 319  | 326  | 293  | 293  | Alice Cooper                                                        | School's Out                                          | 1972 |
| 320  | 328  | -    | -    | Led Zeppelin                                                        | Heartbreaker                                          | 1969 |
| 321  | 329  | -    | -    | Neil Young                                                          | Cortez the Killer                                     | 1975 |
| 322  | 330  | 2    | 2    | Public Enemy                                                        | Fight the Power                                       | 1989 |
| 323  | 331  | -    | -    | Patti Smith Group                                                   | Dancing Barefoot                                      | 1979 |
| 324  | 332  | 499  | -    | The Supremes                                                        | Baby Love                                             | 1964 |
| 325  | 333  | -    | -    | The Young Rascals                                                   | Good Lovin'                                           | 1966 |
| 326  | 334  | 196  | 196  | James Brown                                                         | Get Up (I Feel Like Being a) Sex Machine              | 1970 |
| 327  | 335  | -    | -    | Jerry Butler and the Impressions                                    | For Your Precious Love                                | 1958 |
| 328  | 336  | -    | -    | The Doors                                                           | The End                                               | 1967 |
| 329  | 337  | -    | -    | Earth, Wind and Fire                                                | That's the Way of the World                           | 1975 |
| 330  | 338  | -    | -    | Queen                                                               | We Will Rock You                                      | 1977 |
| 331  | 339  | 372  | 372  | Bonnie Raitt                                                        | I Can't Make You Love Me                              | 1991 |
| 332  | 340  | 187  | 187  | Bob Dylan                                                           | Subterranean Homesick Blues                           | 1965 |
| 333  | 341  | -    | -    | Norman Greenbaum                                                    | Spirit in the Sky                                     | 1969 |
| 334  | 343  | 193  | 193  | The Rolling Stones                                                  | Wild Horses                                           | 1971 |
| 335  | 342  | 294  | 294  | The Velvet Underground                                              | Sweet Jane                                            | 1970 |
| 336  | 346  | -    | -    | Aerosmith                                                           | Walk This Way                                         | 1975 |
| 337  | 344  | 185  | 185  | Michael Jackson                                                     | Beat It                                               | 1982 |
| 338  | 347  | -    | -    | Paul McCartney                                                      | Maybe I'm Amazed                                      | 1970 |
| 339  | 348  | 234  | 234  | The Supremes                                                        | You Keep Me Hangin' On                                | 1966 |
| 340  | 349  | 159  | 159  | The Who                                                             | Baba O'Riley                                          | 1971 |
| 341  | 350  | 361  | 361  | Jimmy Cliff                                                         | The Harder They Come                                  | 1972 |
| 342  | 351  | -    | -    | Dion                                                                | Runaround Sue                                         | 1961 |
| 343  | 352  | -    | -    | LaVern Baker                                                        | Jim Dandy                                             | 1956 |
| 344  | 353  | -    | -    | Big Brother and the Holding Company                                 | Piece of My Heart                                     | 1968 |
| 345  | 354  | -    | -    | Ritchie Valens                                                      | La bamba                                              | 1958 |
| 346  | 355  | 320  | 321  | 2Pac feat. Dr. Dre                                                  | California Love                                       | 1995 |
| 347  | 356  | -    | -    | Elton John                                                          | Candle in the Wind                                    | 1974 |
| 348  | 357  | -    | -    | The Isley Brothers                                                  | That Lady (Partie 1 et 2)                             | 1973 |
| 349  | 358  | -    | -    | Ben E. King                                                         | Spanish Harlem                                        | 1961 |
| 350  | 359  | -    | -    | Little Eva                                                          | The Loco-Motion                                       | 1962 |
| 351  | 360  | -    | -    | The Platters                                                        | The Great Pretender                                   | 1955 |
| 352  | 361  | -    | -    | Elvis Presley                                                       | All Shook Up                                          | 1957 |
| 353  | 362  | -    | -    | Eric Clapton                                                        | Tears in Heaven                                       | 1992 |
| 354  | 363  | -    | -    | Elvis Costello                                                      | Watching the Detectives                               | 1977 |
| 355  | 364  | -    | -    | Creedence Clearwater Revival                                        | Bad Moon Rising                                       | 1969 |
| 356  | 365  | 353  | 354  | Eurythmics                                                          | Sweet Dreams (Are Made of This)                       | 1983 |
| 357  | 366  | 188  | 188  | The Jimi Hendrix Experience                                         | Little Wing                                           | 1967 |
| 358  | 367  | -    | -    | Martha and the Vandellas                                            | Nowhere to Run                                        | 1965 |
| 359  | 368  | -    | -    | Muddy Waters                                                        | Got My Mojo Working                                   | 1957 |
| 360  | 369  | 273  | 273  | Roberta Flack                                                       | Killing Me Softly with His Song                       | 1973 |
| 361  | 371  | -    | -    | The Clash                                                           | Complete Control                                      | 1977 |
| 362  | 370  | -    | -    | The Beatles                                                         | All You Need Is Love                                  | 1967 |
| 363  | 372  | -    | -    | The Box Tops                                                        | The Letter                                            | 1967 |
| 364  | 373  | -    | -    | Bob Dylan                                                           | Highway 61 Revisited                                  | 1965 |
| 365  | 374  | 269  | 269  | The Righteous Brothers                                              | Unchained Melody                                      | 1965 |
| 366  | 375  | -    | -    | Bee Gees                                                            | How Deep Is Your Love                                 | 1977 |
| 367  | 376  | -    | -    | Cream                                                               | White Room                                            | 1968 |
| 368  | 377  | -    | -    | Depeche Mode                                                        | Personal Jesus                                        | 1989 |
| 369  | 378  | -    | -    | Bo Diddley                                                          | I'm a Man                                             | 1955 |
| 370  | 379  | -    | -    | The Jimi Hendrix Experience                                         | The Wind Cries Mary                                   | 1967 |
| 371  | 380  | -    | -    | The Who                                                             | I Can't Explain                                       | 1965 |
| 372  | 381  | 173  | 173  | Television                                                          | Marquee Moon                                          | 1977 |
| 373  | 382  | -    | -    | Sam Cooke                                                           | Wonderful World                                       | 1960 |
| 374  | 383  | -    | -    | Chuck Berry                                                         | Brown Eyed Handsome Man                               | 1956 |
| 375  | 384  | -    | -    | Pink Floyd                                                          | Another Brick in the Wall Part 2                      | 1979 |
| 376  | 385  | -    | -    | Radiohead                                                           | Fake Plastic Trees                                    | 1994 |
| 377  | 387  | -    | -    | Ray Charles                                                         | Hit the Road Jack                                     | 1961 |
| 378  | 388  | -    | -    | U2                                                                  | Pride (In the Name of Love)                           | 1984 |
| 379  | 389  | 174  | 174  | R.E.M.                                                              | Radio Free Europe                                     | 1981 |
| 380  | 390  | -    | -    | Elton John                                                          | Goodbye Yellow Brick Road                             | 1973 |
| 381  | 391  | -    | -    | Aaron Neville                                                       | Tell It Like It Is                                    | 1966 |
| 382  | 392  | -    | -    | The Verve                                                           | Bitter Sweet Symphony                                 | 1997 |
| 383  | 393  | 410  | 410  | The Allman Brothers Band                                            | Whipping Post                                         | 1969 |
| 384  | 394  | -    | -    | The Beatles                                                         | Ticket to Ride                                        | 1965 |
| 385  | 395  | -    | -    | Crosby, Stills, Nash and Young                                      | Ohio                                                  | 1970 |
| 386  | 396  | -    | -    | Eric B. and Rakim                                                   | I Know You Got Soul                                   | 1987 |
| 387  | 397  | 47   | 47   | Elton John                                                          | Tiny Dancer                                           | 1972 |
| 388  | 398  | -    | -    | The Police                                                          | Roxanne                                               | 1978 |
| 389  | 399  | -    | -    | The Temptations                                                     | Just My Imagination (Running Away with Me)            | 1971 |
| 390  | 400  | -    | -    | The Four Tops                                                       | Baby I Need Your Loving                               | 1964 |
| 391  | -    | -    | -    | Freda Payne                                                         | Band of Gold                                          | 1970 |
| 392  | 402  | -    | -    | Five Stairsteps                                                     | O-o-h Child                                           | 1970 |
| 393  | 401  | -    | -    | The Lovin' Spoonful                                                 | Summer in the City                                    | 1966 |
| 394  | 403  | -    | -    | Elvis Presley                                                       | Can't Help Falling in Love                            | 1961 |
| 395  | 404  | -    | -    | The Shangri-Las                                                     | Remember (Walkin' in the Sand)                        | 1964 |
| 396  | 406  | -    | -    | Big Star                                                            | Thirteen                                              | 1972 |
| 397  | 405  | 449  | 449  | Blue Öyster Cult                                                    | (Don't Fear) The Reaper                               | 1976 |
| 398  | 407  | -    | -    | Lynyrd Skynyrd                                                      | Sweet Home Alabama                                    | 1974 |
| 399  | 408  | 390  | 390  | Metallica                                                           | Enter Sandman                                         | 1991 |
| 400  | -    | -    | -    | Paul Revere and the Raiders                                         | Kicks                                                 | 1966 |
| 401  | 409  | -    | -    | The Shirelles                                                       | Tonight's the Night                                   | 1961 |
| 402  | 410  | -    | -    | Sly and the Family Stone                                            | Thank You (Falettinme Be Mice Elf Agin)               | 1969 |
| 403  | 411  | -    | -    | Eddie Cochran                                                       | C'mon Everybody                                       | 1958 |
| 404  | 413  | 317  | 317  | Bob Dylan                                                           | Visions of Johanna                                    | 1966 |
| 405  | 414  | -    | -    | The Carpenters                                                      | We've Only Just Begun                                 | 1970 |
| 406  | -    | -    | -    | R. Kelly                                                            | I Believe I Can Fly                                   | 1996 |
| 407  | 415  | -    | -    | Nirvana                                                             | In Bloom                                              | 1992 |
| 408  | 416  | -    | -    | Aerosmith                                                           | Sweet Emotion                                         | 1975 |
| 409  | -    | -    | -    | Cream                                                               | Crossroads                                            | 1968 |
| 410  | 417  | -    | -    | Pixies                                                              | Monkey Gone to Heaven                                 | 1989 |
| 411  | 418  | 52   | 52   | Donna Summer                                                        | I Feel Love                                           | 1977 |
| 412  | 419  | 191  | 191  | Bobbie Gentry                                                       | Ode to Billie Joe                                     | 1967 |
| 413  | 420  | -    | -    | Little Richard                                                      | The Girl Can't Help It                                | 1956 |
| 414  | 421  | -    | -    | The Coasters                                                        | Young Blood                                           | 1957 |
| 415  | 422  | 483  | 483  | The Four Tops                                                       | Can't Help Myself                                     | 1965 |
| 416  | 423  | 209  | 209  | Don Henley                                                          | The Boys of Summer                                    | 1984 |
| 417  | 425  | 190  | 190  | N.W.A                                                               | Fuck tha Police                                       | 1988 |
| 418  | 426  | 222  | 222  | Crosby, Stills & Nash                                               | Suite: Judy Blue Eyes                                 | 1969 |
| 419  | 427  | 29   | 29   | Dr. Dre                                                             | Nuthin' but a 'G' Thang                               | 1992 |
| 420  | 428  | -    | -    | The Isley Brothers                                                  | It's Your Thing                                       | 1969 |
| 421  | 429  | -    | -    | Billy Joel                                                          | Piano Man                                             | 1973 |
| 422  | -    | 386  | 386  | The Kinks                                                           | Lola                                                  | 1970 |
| 423  | 430  | -    | -    | Elvis Presley                                                       | Blue Suede Shoes                                      | 1956 |
| 424  | 433  | 86   | 86   | The Rolling Stones                                                  | Tumbling Dice                                         | 1972 |
| 425  | 431  | 421  | -    | The Smiths                                                          | William, It Was Really Nothing                        | 1984 |
| 426  | 434  | -    | -    | Deep Purple                                                         | Smoke on the Water                                    | 1973 |
| 427  | 435  | -    | -    | U2                                                                  | New Year's Day                                        | 1983 |
| 428  | -    | -    | -    | Mitch Ryder and the Detroit Wheels                                  | Devil with a Blue Dress On / Good Golly, Miss Molly   | 1966 |
| 429  | 436  | -    | -    | Solomon Burke                                                       | Everybody Needs Somebody to Love                      | 1964 |
| 430  | 437  | 340  | 341  | The Clash                                                           | (White Man) In Hammersmith Palais                     | 1978 |
| 431  | 438  | -    | -    | Fats Domino                                                         | Ain't That a Shame                                    | 1955 |
| 432  | 439  | 470  | 470  | Gladys Knight and the Pips                                          | Midnight Train to Georgia                             | 1973 |
| 433  | 440  | -    | -    | Led Zeppelin                                                        | Ramble On                                             | 1969 |
| 434  | 441  | -    | -    | Wilson Pickett                                                      | Mustang Sally                                         | 1966 |
| 435  | 443  | -    | -    | The Rolling Stones                                                  | Beast of Burden                                       | 1978 |
| 436  | 442  | -    | -    | Love                                                                | Alone Again Or                                        | 1968 |
| 437  | 444  | -    | -    | Elvis Presley                                                       | Love Me Tender                                        | 1956 |
| 438  | 445  | 314  | 314  | The Stooges                                                         | I Wanna Be Your Dog                                   | 1969 |
| 439  | 447  | -    | -    | John Cougar Mellencamp                                              | Pink Houses                                           | 1983 |
| 440  | 446  | -    | -    | Salt-N-Pepa                                                         | Push It                                               | 1987 |
| 441  | 449  | -    | -    | The Del-Vikings                                                     | Come Go with Me                                       | 1956 |
| 442  | -    | -    | -    | Little Richard                                                      | Keep A-Knockin'                                       | 1957 |
| 443  | 450  | -    | -    | Bob Marley and the Wailers                                          | I Shot the Sheriff                                    | 1973 |
| 444  | 451  | -    | -    | Sonny and Cher                                                      | I Got You Babe                                        | 1965 |
| 445  | 452  | 467  | 467  | Nirvana                                                             | Come as You Are                                       | 1992 |
| 446  | 453  | 278  | 278  | Toots and the Maytals                                               | Pressure Drop                                         | 1970 |
| 447  | 454  | 316  | 316  | The Shangri-Las                                                     | Leader of the Pack                                    | 1964 |
| 448  | 455  | -    | -    | The Velvet Underground                                              | Heroin                                                | 1967 |
| 449  | 456  | 280  | -    | The Beatles                                                         | Penny Lane                                            | 1967 |
| 450  | -    | 206  | -    | Glen Campbell                                                       | By the Time I Get to Phoenix                          | 1967 |
| 451  | 457  | -    | -    | Chubby Checker                                                      | The Twist                                             | 1960 |
| 452  | 458  | -    | -    | Sam Cooke                                                           | Cupid                                                 | 1961 |
| 453  | 459  | -    | -    | Guns N' Roses                                                       | Paradise City                                         | 1989 |
| 454  | 460  | -    | -    | George Harrison                                                     | My Sweet Lord                                         | 1971 |
| 455  | 462  | -    | -    | Nirvana                                                             | All Apologies                                         | 1993 |
| 456  | -    | -    | -    | Lloyd Price                                                         | Stagger Lee                                           | 1958 |
| 457  | 461  | 434  | 434  | Ramones                                                             | Sheena Is a Punk Rocker                               | 1977 |
| 458  | 463  | -    | -    | Sam & Dave                                                          | Soul Man                                              | 1967 |
| 459  | 465  | -    | -    | Muddy Waters                                                        | Rollin' Stone                                         | 1950 |
| 460  | -    | -    | -    | The Chiffons                                                        | One Fine Day (en)                                     | 1963 |
| 461  | 464  | 85   | 85   | Prince and the Revolution                                           | Kiss                                                  | 1986 |
| 462  | 468  | -    | -    | The Staple Singers                                                  | Respect Yourself                                      | 1971 |
| 463  | 469  | -    | -    | The Beatles                                                         | Rain                                                  | 1966 |
| 464  | 470  | -    | -    | The Four Tops                                                       | Standing in the Shadows of Love                       | 1966 |
| 465  | 471  | 356  | 357  | Cheap Trick                                                         | Surrender                                             | 1978 |
| 466  | 472  | -    | -    | Del Shannon                                                         | Runaway                                               | 1961 |
| 467  | 473  | 491  | -    | Guns N' Roses                                                       | Welcome to the Jungle                                 | 1987 |
| 468  | -    | -    | -    | The Stooges                                                         | Search and Destroy                                    | 1973 |
| 469  | -    | 345  | 346  | Carole King                                                         | It's Too Late                                         | 1971 |
| 470  | -    | -    | -    | Joni Mitchell                                                       | Free Man in Paris                                     | 1974 |
| 471  | -    | -    | -    | Willie Nelson                                                       | On the Road Again                                     | 1980 |
| 472  | 475  | -    | -    | The Supremes                                                        | Where Did Our Love Go                                 | 1964 |
| 473  | 476  | -    | -    | Aretha Franklin                                                     | Do Right Woman – Do Right Man                         | 1967 |
| 474  | -    | 210  | 210  | Funkadelic                                                          | One Nation Under a Groove                             | 1978 |
| 475  | 480  | 245  | 245  | Beastie Boys                                                        | Sabotage                                              | 1994 |
| 476  | 479  | -    | -    | Foreigner                                                           | I Want to Know What Love Is                           | 1984 |
| 477  | 481  | 153  | 153  | Rick James                                                          | Super Freak                                           | 1981 |
| 478  | 483  | 455  | 455  | Jefferson Airplane                                                  | White Rabbit                                          | 1967 |
| 479  | 485  | -    | -    | LaBelle                                                             | Lady Marmalade                                        | 1974 |
| 480  | 474  | 462  | 462  | Van Morrison                                                        | Into the Mystic                                       | 1970 |
| 481  | 486  | 204  | 204  | David Bowie                                                         | Young Americans                                       | 1975 |
| 482  | 487  | -    | -    | Alice Cooper                                                        | I'm Eighteen                                          | 1970 |
| 483  | 488  | 108  | 108  | The Cure                                                            | Just Like Heaven                                      | 1987 |
| 484  | 491  | -    | -    | Joan Jett and the Blackhearts                                       | I Love Rock 'n' Roll                                  | 1982 |
| 485  | -    | -    | -    | Paul Simon                                                          | Graceland                                             | 1986 |
| 486  | 477  | -    | 421  | The Smiths                                                          | How Soon Is Now?                                      | 1985 |
| 487  | 489  | -    | -    | The Drifters                                                        | Under the Boardwalk                                   | 1964 |
| 488  | -    | -    | -    | Fleetwood Mac                                                       | Rhiannon                                              | 1976 |
| 489  | 492  | 251  | 251  | Gloria Gaynor                                                       | I Will Survive                                        | 1978 |
| 490  | 495  | -    | -    | The Rolling Stones                                                  | Brown Sugar                                           | 1971 |
| 491  | -    | -    | -    | Dusty Springfield                                                   | You Don't Have to Say You Love Me                     | 1966 |
| 492  | 496  | -    | -    | Jackson Browne                                                      | Running on Empty                                      | 1978 |
| 493  | -    | -    | -    | The Crystals                                                        | Then He Kissed Me                                     | 1963 |
| 494  | -    | -    | -    | Eagles                                                              | Desperado                                             | 1973 |
| 495  | 500  | -    | -    | Smokey Robinson and the Miracles                                    | Shop Around                                           | 1960 |
| 496  | 498  | -    | -    | The Rolling Stones                                                  | Miss You                                              | 1978 |
| 497  | 499  | 484  | 484  | Weezer                                                              | Buddy Holly                                           | 1994 |
| 498  | -    | -    | -    | Brook Benton                                                        | Rainy Night in Georgia                                | 1969 |
| 499  | -    | 272  | 272  | Thin Lizzy                                                          | The Boys Are Back in Town                             | 1976 |
| 500  | -    | 212  | 212  | Boston                                                              | More Than a Feeling                                   | 1976 |
| -    | 100  | 307  | 307  | Gnarls Barkley                                                      | Crazy                                                 | 2006 |
| -    | 118  | 16   | 16   | Beyoncé feat. Jay-Z                                                 | Crazy in Love                                         | 2003 |
| -    | 160  | -    | -    | U2                                                                  | Moment of Surrender                                   | 2009 |
| -    | 172  | 96   | 96   | Jay-Z                                                               | 99 Problems                                           | 2003 |
| -    | 194  | -    | -    | Amy Winehouse                                                       | Rehab                                                 | 2006 |
| -    | 236  | 46   | 46   | M.I.A.                                                              | Paper Planes                                          | 2007 |
| -    | 260  | -    | -    | Bob Dylan                                                           | Mississippi                                           | 2001 |
| -    | 273  | -    | -    | Kanye West                                                          | Jesus Walks                                           | 2004 |
| -    | 286  | 36   | 36   | The White Stripes                                                   | Seven Nation Army                                     | 2003 |
| -    | 307  | -    | -    | Daft Punk                                                           | One More Time                                         | 2001 |
| -    | 327  | -    | -    | Franz Ferdinand                                                     | Take Me Out                                           | 2003 |
| -    | 345  | -    | -    | U2                                                                  | Beautiful Day                                         | 2000 |
| -    | 386  | 101  | 101  | Yeah Yeah Yeahs                                                     | Maps                                                  | 2004 |
| -    | 412  | 332  | 333  | Rihanna feat. Jay-Z                                                 | Umbrella                                              | 2007 |
| -    | 424  | 32   | 32   | The Notorious B.I.G                                                 | Juicy                                                 | 1994 |
| -    | 432  | -    | -    | Green Day                                                           | American Idiot                                        | 2004 |
| -    | 448  | 444  | 444  | 50 Cent                                                             | In da Club                                            | 2003 |
| -    | 466  | 8    | 8    | Missy Elliott                                                       | Get Ur Freak On                                       | 2001 |
| -    | 467  | -    | -    | Jay-Z feat. UGK                                                     | Big Pimpin'                                           | 2000 |
| -    | 478  | 155  | 155  | The Strokes                                                         | Last Nite                                             | 2001 |
| -    | 482  | 93   | 93   | Kelly Clarkson                                                      | Since U Been Gone                                     | 2004 |
| -    | 484  | -    | -    | Justin Timberlake                                                   | Cry Me a River                                        | 2002 |
| -    | 490  | -    | -    | Coldplay                                                            | Clocks                                                | 2003 |
| -    | 493  | -    | -    | MGMT                                                                | Time to Pretend                                       | 2008 |
| -    | 494  | -    | -    | R. Kelly                                                            | Ignition (Remix)                                      | 2002 |
| -    | 497  | -    | -    | Bruce Springsteen                                                   | The Rising                                            | 2002 |
| -    | -    | 9    | 9    | Fleetwood Mac                                                       | Dreams                                                | 1977 |
| -    | -    | 20   | 20   | Robyn                                                               | Dancing On My Own                                     | 2010 |
| -    | -    | 21   | 21   | Billie Holiday                                                      | Strange Fruit                                         | 1939 |
| -    | -    | 25   | 25   | Kanye West feat. Pusha T                                            | Runaway                                               | 2010 |
| -    | -    | 26   | 26   | Joni Mitchell                                                       | A Case of You (en)                                    | 1971 |
| -    | -    | 28   | 28   | Talking Heads                                                       | Once in a Lifetime (en)                               | 1980 |
| -    | -    | 30   | 30   | Lorde                                                               | Royals                                                | 2011 |
| -    | -    | 39   | 39   | OutKast                                                             | B.O.B. (en)                                           | 2000 |
| -    | -    | 45   | 45   | Kendrick Lamar                                                      | Alright                                               | 2015 |
| -    | -    | 48   | 48   | Radiohead                                                           | Idioteque                                             | 2000 |
| -    | -    | 49   | 49   | Lauryn Hill                                                         | Doo Wop (That Thing)                                  | 1998 |
| -    | -    | 50   | 50   | Daddy Yankee                                                        | Gasolina                                              | 2004 |
| -    | -    | 56   | 56   | Missy Elliott                                                       | Work It (en)                                          | 2000 |
| -    | -    | 60   | 60   | Kate Bush                                                           | Running Up that Hill                                  | 1985 |
| -    | -    | 65   | 65   | Earth, Wind and Fire                                                | September                                             | 1978 |
| -    | -    | 69   | 69   | Taylor Swift                                                        | All Too Well                                          | 2012 |
| -    | -    | 73   | 73   | Beyoncé                                                             | Formation                                             | 2016 |
| -    | -    | 74   | 74   | Leonard Cohen                                                       | Hallelujah                                            | 1984 |
| -    | -    | 75   | 75   | Pulp                                                                | Common People                                         | 1996 |
| -    | -    | 79   | 79   | Amy Winehouse                                                       | Back to Black                                         | 2006 |
| -    | -    | 82   | 82   | Adele                                                               | Rolling in the Deep                                   | 2011 |
| -    | -    | 87   | 87   | LCD Soundsystem                                                     | All My Friends (en)                                   | 2011 |
| -    | -    | 90   | 90   | Aretha Franklin                                                     | (You Make Me Feel Like) A Natural Woman               | 1967 |
| -    | -    | 91   | 91   | UGK feat. OutKast                                                   | International Players Anthem (I Choose You) (en)      | 2007 |
| -    | -    | 94   | 94   | Whitney Houston                                                     | I Will Always Love You                                | 1992 |
| -    | -    | 95   | 95   | Oasis                                                               | Wonderwall                                            | 1995 |
| -    | -    | 97   | 97   | Patti Smith                                                         | Gloria                                                | 1975 |
| -    | -    | 103  | 103  | Alanis Morissette                                                   | You Oughta Know                                       | 1995 |
| -    | -    | 105  | 105  | David Bowie                                                         | Life on Mars?                                         | 1971 |
| -    | -    | 107  | 107  | Wu-Tang Clan                                                        | C.R.E.A.M.                                            | 1994 |
| -    | -    | 114  | 114  | Britney Spears                                                      | Toxic                                                 | 2003 |
| -    | -    | 115  | 115  | Etta James                                                          | At Last                                               | 1960 |
| -    | -    | 116  | 116  | Rob Base and DJ E-Z Rock (en)                                       | It Takes Two (en)                                     | 1988 |
| -    | -    | 117  | 117  | Aretha Franklin                                                     | I Say a Little Prayer                                 | 1968 |
| -    | -    | 118  | 118  | Radiohead                                                           | Creep                                                 | 1992 |
| -    | -    | 120  | 120  | X-Ray Spex                                                          | Oh Bondage Up Yours! (en)                             | 1977 |
| -    | -    | 123  | 123  | Talking Heads                                                       | This Must Be the Place (Naive Melody) (en)            | 1983 |
| -    | -    | 126  | 126  | George Michael                                                      | Freedom! '90                                          | 1990 |
| -    | -    | 127  | 127  | TLC                                                                 | Waterfalls                                            | 1995 |
| -    | -    | 129  | 129  | Drake feat. Majid Jordan (en)                                       | Hold On, We're Going Home (en)                        | 2013 |
| -    | -    | 132  | 132  | Eric B. and Rakim                                                   | Paid in Full                                          | 1987 |
| -    | -    | 133  | 133  | Journey                                                             | Don't Stop Believin'                                  | 1981 |
| -    | -    | 137  | 137  | Ariana Grande                                                       | Thank U, Next                                         | 2019 |
| -    | -    | 139  | 139  | Madonna                                                             | Vogue                                                 | 1990 |
| -    | -    | 145  | 145  | OutKast                                                             | Ms. Jackson                                           | 2000 |
| -    | -    | 150  | 150  | Green Day                                                           | Basket Case                                           | 1994 |
| -    | -    | 157  | 157  | Sonic Youth                                                         | Teenage Riot                                          | 1988 |
| -    | -    | 158  | 158  | The Meters                                                          | Cissy Strut (en)                                      | 1969 |
| -    | -    | 160  | 160  | R.E.M.                                                              | Nightswimming                                         | 1992 |
| -    | -    | 161  | 161  | Madonna                                                             | Into the Groove                                       | 1985 |
| -    | -    | 162  | 162  | Nick Drake                                                          | Pink Moon                                             | 1972 |
| -    | -    | 163  | 163  | Fleetwood Mac                                                       | Landslide (en)                                        | 1975 |
| -    | -    | 169  | 169  | Tom Petty and the Heartbreakers                                     | American Girl (en)                                    | 1976 |
| -    | -    | 171  | 171  | Louis Armstrong                                                     | What a Wonderful World                                | 1967 |
| -    | -    | 172  | 172  | Nina Simone                                                         | Mississippi Goddam                                    | 1964 |
| -    | -    | 177  | 177  | Van Halen                                                           | Jump                                                  | 1983 |
| -    | -    | 178  | 178  | Billie Eilish                                                       | Bad Guy                                               | 2019 |
| -    | -    | 189  | 189  | David Bowie                                                         | Space Oddity                                          | 1969 |
| -    | -    | 192  | 192  | Geto Boys                                                           | Mind Playing Tricks on Me (en)                        | 1991 |
| -    | -    | 194  | 194  | PJ Harvey                                                           | Rid of Me                                             | 1993 |
| -    | -    | 197  | 197  | Ann Peebles                                                         | I Can't Stand the Rain                                | 1973 |
| -    | -    | 203  | 203  | Stevie Wonder                                                       | Signed, Sealed, Delivered I'm Yours                   | 1970 |
| -    | -    | 205  | 205  | Britney Spears                                                      | …Baby One More Time                                   | 1998 |
| -    | -    | 207  | 207  | Rage Against the Machine                                            | Killing in the Name                                   | 1992 |
| -    | -    | 208  | 208  | Hole                                                                | Doll Parts (en)                                       | 1992 |
| -    | -    | 214  | 214  | Steely Dan                                                          | Deacon Blues                                          | 1992 |
| -    | -    | 215  | 215  | Mobb Deep                                                           | Shook Ones Pt. II                                     | 1995 |
| -    | -    | 217  | 217  | Stevie Nicks                                                        | Edge of Seventeen                                     | 1981 |
| -    | -    | 226  | 226  | The Smiths                                                          | There Is a Light That Never Goes Out                  | 1986 |
| -    | -    | 228  | 228  | Beyoncé                                                             | Single Ladies (Put a Ring on It)                      | 2008 |
| -    | -    | 229  | 229  | Woody Guthrie                                                       | This Land Is Your Land                                | 1951 |
| -    | -    | 231  | 231  | Whitney Houston                                                     | I Wanna Dance with Somebody (Who Loves Me)            | 1987 |
| -    | -    | 233  | 233  | Deee-Lite                                                           | Groove Is in the Heart                                | 1990 |
| -    | -    | 235  | 235  | New Order                                                           | Blue Monday                                           | 1983 |
| -    | -    | 238  | 238  | Aaliyah                                                             | Are You That Somebody? (en)                           | 1998 |
| -    | -    | 240  | 240  | Backstreet Boys                                                     | I Want It That Way                                    | 1999 |
| -    | -    | 241  | 241  | Digital Underground                                                 | The Humpty Dance (en)                                 | 1990 |
| -    | -    | 246  | 246  | Faces                                                               | Ooh La La (en)                                        | 1973 |
| -    | -    | 247  | 247  | Joni Mitchell                                                       | River                                                 | 1971 |
| -    | -    | 248  | 248  | N.W.A                                                               | Straight Outta Compton                                | 1988 |
| -    | -    | 249  | 249  | Joan Jett                                                           | Bad Reputation                                        | 1980 |
| -    | -    | 254  | 254  | The Supremes                                                        | Stop! In the Name of Love                             | 1965 |
| -    | -    | 255  | 255  | Loretta Lynn                                                        | Coal Miner's Daughter                                 | 1970 |
| -    | -    | 256  | 256  | Metallica                                                           | Master of Puppets                                     | 1986 |
| -    | -    | 257  | 257  | Martha Reeves and the Vandellas                                     | Heat Wave                                             | 1963 |
| -    | -    | 258  | 258  | Gil Scott-Heron                                                     | The Revolution Will Not Be Televised                  | 1971 |
| -    | -    | 261  | 261  | Curtis Mayfield                                                     | Pusherman                                             | 1972 |
| -    | -    | 262  | 262  | Paul Simon                                                          | American Tune (en)                                    | 1973 |
| -    | -    | 263  | 263  | Dolly Parton                                                        | Coat of Many Colors                                   | 1971 |
| -    | -    | 265  | 265  | The Replacements                                                    | Left of the Dial                                      | 1971 |
| -    | -    | 266  | 266  | Augustus Pablo                                                      | King Tubby Meets the Rockers Uptown (en)              | 1974 |
| -    | -    | 267  | -    | Drake feat. Rihanna                                                 | Take Care                                             | 2011 |
| -    | -    | 270  | 270  | Nine Inch Nails                                                     | Closer                                                | 1994 |
| -    | -    | 276  | 276  | Buzzcocks                                                           | Ever Fallen in Love (With Someone You Shouldn't've)   | 1978 |
| -    | -    | 279  | 279  | Radiohead                                                           | Karma Police                                          | 1997 |
| -    | -    | 281  | 281  | Clipse                                                              | Grindin'                                              | 2002 |
| -    | -    | 282  | 282  | INXS                                                                | Never Tear Us Apart                                   | 1988 |
| -    | -    | 284  | 284  | Leonard Cohen                                                       | Suzanne                                               | 1967 |
| -    | -    | 285  | 285  | Destiny’s Child                                                     | Say My Name                                           | 1999 |
| -    | -    | 287  | 287  | AC/DC                                                               | You Shook Me All Night Long                           | 1980 |
| -    | -    | 288  | 288  | The Funky 4 + 1                                                     | That's the Joint (en)                                 | 1980 |
| -    | -    | 289  | 289  | Bruce Springsteen                                                   | Atlantic City (en)                                    | 1982 |
| -    | -    | 290  | 290  | Usher feat. Lil Jon and Ludacris                                    | Yeah!                                                 | 2004 |
| -    | -    | 291  | 291  | Phil Collins                                                        | In the Air Tonight                                    | 1981 |
| -    | -    | 292  | 292  | A Tribe Called Quest                                                | Can I Kick It? (en)                                   | 1990 |
| -    | -    | 296  | 296  | Bikini Kill                                                         | Rebel Girl (en)                                       | 1993 |
| -    | -    | 297  | 297  | The Beach Boys                                                      | Wouldn't It Be Nice                                   | 1966 |
| -    | -    | 298  | 298  | Bruce Springsteen                                                   | Jungleland (en)                                       | 1975 |
| -    | -    | 301  | 301  | Bob Seger                                                           | Night Moves (en)                                      | 1976 |
| -    | -    | 303  | 303  | TLC                                                                 | No Scrubs                                             | 1999 |
| -    | -    | 304  | 304  | Kraftwerk                                                           | Trans-Europe Express (en)                             | 1977 |
| -    | -    | 308  | 308  | Liz Phair                                                           | Divorce Song                                          | 1993 |
| -    | -    | 312  | 312  | Isaac Hayes                                                         | Walk On By                                            | 1969 |
| -    | -    | 313  | 313  | Smokey Robinson and the Miracles                                    | The Tears of a Clown                                  | 1967 |
| -    | -    | 315  | 315  | John Coltrane                                                       | Part 1 : Acknowledgement                              | 1965 |
| -    | -    | 318  | 318  | Big Mama Thornton                                                   | Hound Dog                                             | 1953 |
| -    | -    | 319  | 319  | Tears for Fears                                                     | Everybody Wants to Rule the World                     | 1985 |
| -    | -    | 322  | 323  | Neil Young                                                          | After the Gold Rush                                   | 1970 |
| -    | -    | 324  | 325  | Billy Joel                                                          | Scenes from an Italian Restaurant (en)                | 1977 |
| -    | -    | 326  | 327  | Rilo Kiley                                                          | Portions for Foxes                                    | 2004 |
| -    | -    | 327  | 328  | Mary J. Blige                                                       | Real Love                                             | 1992 |
| -    | -    | 328  | 329  | Red Hot Chili Peppers                                               | Under the Bridge                                      | 1991 |
| -    | -    | 329  | 330  | Bad Bunny                                                           | Safaera (en)                                          | 2020 |
| -    | -    | 330  | 331  | The Notorious B.I.G                                                 | Big Poppa                                             | 1994 |
| -    | -    | 331  | 332  | The Marvelettes                                                     | Please Mr. Postman                                    | 1961 |
| -    | -    | 334  | 335  | The Grateful Dead                                                   | Ripple (en)                                           | 1970 |
| -    | -    | 335  | 336  | Marshall Jefferson                                                  | Move Your Body (The House Music Anthem) (en)          | 1986 |
| -    | -    | 336  | 337  | Hall and Oates                                                      | She's Gone (en)                                       | 1973 |
| -    | -    | 337  | 338  | Cher                                                                | Believe                                               | 1998 |
| -    | -    | 341  | 342  | The Monkees                                                         | I'm a Believer                                        | 1966 |
| -    | -    | 342  | 343  | Chuck Berry                                                         | Promised Land                                         | 1964 |
| -    | -    | 343  | 344  | The Doobie Brothers                                                 | What a Fool Believes                                  | 1979 |
| -    | -    | 346  | 347  | BTS                                                                 | Dynamite                                              | 2020 |
| -    | -    | 348  | 349  | Roxy Music                                                          | Virginia Plain                                        | 1972 |
| -    | -    | 349  | 350  | The Zombies                                                         | Time of the Season                                    | 1968 |
| -    | -    | 350  | 351  | John Prine                                                          | Angel from Montgomery (en)                            | 1971 |
| -    | -    | 351  | 352  | Jorge Ben                                                           | Ponta de Lança Africano (Umbabarauma) (en)            | 1976 |
| -    | -    | 352  | 353  | Ice Cube                                                            | It Was a Good Day                                     | 1992 |
| -    | -    | 354  | 355  | Michael Jackson                                                     | Rock with You                                         | 1979 |
| -    | -    | 355  | 356  | Thelma Houston                                                      | Don't Leave Me This Way                               | 1976 |
| -    | -    | 357  | 320  | Taylor Swift                                                        | Blank Space                                           | 2014 |
| -    | -    | 358  | 358  | Patti Smith                                                         | Because the Night                                     | 1978 |
| -    | -    | 359  | 359  | Fugees                                                              | Killing Me Softly with His Song                       | 1996 |
| -    | -    | 362  | 362  | Kacey Musgraves                                                     | Merry Go 'Round (en)                                  | 2013 |
| -    | -    | 363  | 363  | Bob Marley and the Wailers                                          | Could You Be Loved                                    | 1980 |
| -    | -    | 364  | 364  | The Grateful Dead                                                   | Box of Rain                                           | 1970 |
| -    | -    | 367  | 367  | Frank Ocean                                                         | Thinkin Bout You                                      | 2012 |
| -    | -    | 368  | 368  | Soundgarden                                                         | Black Hole Sun                                        | 1994 |
| -    | -    | 369  | 369  | The Cars                                                            | Just What I Needed                                    | 1978 |
| -    | -    | 371  | 371  | Elton John                                                          | Bennie and the Jets                                   | 1973 |
| -    | -    | 373  | 373  | Drake                                                               | Hotline Bling                                         | 2015 |
| -    | -    | 374  | 374  | William DeVaughn                                                    | Be Thankful for What You Got (en)                     | 1974 |
| -    | -    | 376  | 376  | Merle Haggard                                                       | Mama Tried                                            | 1968 |
| -    | -    | 378  | 378  | The Killers                                                         | Mr. Brightside                                        | 2003 |
| -    | -    | 379  | 379  | D'Angelo                                                            | Untitled (How Does It Feel) (en)                      | 2000 |
| -    | -    | 380  | 380  | Fountains of Wayne                                                  | Radiation Vibe (en)                                   | 1996 |
| -    | -    | 381  | 381  | The Slits                                                           | Typical Girls                                         | 1979 |
| -    | -    | 382  | 382  | Fiona Apple                                                         | Paper Bag (en)                                        | 1999 |
| -    | -    | 383  | 383  | Childish Gambino                                                    | Redbone (en)                                          | 2016 |
| -    | -    | 384  | 384  | Cardi B, J. Balvin, and Bad Bunny                                   | I Like It                                             | 2018 |
| -    | -    | 385  | 385  | Diana Ross                                                          | I'm Coming Out                                        | 1980 |
| -    | -    | 388  | 388  | DMX                                                                 | Party Up (Up in Here) (en)                            | 1999 |
| -    | -    | 389  | 389  | Pretenders                                                          | Brass in Pocket                                       | 1979 |
| -    | -    | 391  | 391  | Eric Church                                                         | Springsteen (en)                                      | 2011 |
| -    | -    | 392  | 392  | Coldplay                                                            | Fix You                                               | 2005 |
| -    | -    | 398  | 398  | Duran Duran                                                         | Hungry Like the Wolf                                  | 1982 |
| -    | -    | 399  | 399  | Sylvester                                                           | You Make Me Feel (Mighty Real)                        | 1978 |
| -    | -    | 400  | -    | David Bowie                                                         | Station to Station                                    | 1976 |
| -    | -    | 402  | -    | Bill Withers                                                        | Lovely Day                                            | 1977 |
| -    | -    | 403  | 403  | Rufus and Chaka Khan                                                | Ain't Nobody                                          | 1983 |
| -    | -    | 404  | 404  | Kiss                                                                | Rock and Roll All Nite                                | 1975 |
| -    | -    | 405  | 405  | Selena                                                              | Amor prohibido                                        | 1994 |
| -    | -    | 406  | 406  | Run–DMC                                                             | Sucker M.C.'s (en)                                    | 1984 |
| -    | -    | 408  | 408  | Cat Stevens/Yusuf                                                   | Father and Son                                        | 1970 |
| -    | -    | 409  | 409  | Foo Fighters                                                        | Everlong                                              | 1997 |
| -    | -    | 411  | 411  | Wilco                                                               | Heavy Metal Drummer                                   | 2002 |
| -    | -    | 412  | 412  | Neneh Cherry                                                        | Buffalo Stance (en)                                   | 1988 |
| -    | -    | 414  | -    | Blondie                                                             | Dreaming                                              | 1979 |
| -    | -    | 415  | 415  | Depeche Mode                                                        | Enjoy the Silence                                     | 1990 |
| -    | -    | 416  | 416  | Pearl Jam                                                           | Alive                                                 | 1991 |
| -    | -    | 417  | 417  | Mark Ronson feat. Bruno Mars                                        | Uptown Funk                                           | 2015 |
| -    | -    | 419  | 419  | Mariah Carey                                                        | Fantasy                                               | 1995 |
| -    | -    | 422  | 422  | Craig Mack feat. Notorious B.I.G., LL Cool J, Busta Rhymes, Rampage | Flava in Ya Ear (Remix) (en)                          | 1994 |
| -    | -    | 423  | 423  | Fiona Apple                                                         | Criminal (en)                                         | 1996 |
| -    | -    | 424  | 424  | Blackstreet feat. Dr. Dre and Queen Pen                             | No Diggity                                            | 1996 |
| -    | -    | 426  | 426  | Nicki Minaj                                                         | Super Bass                                            | 2010 |
| -    | -    | 428  | -    | Harry Styles                                                        | Sign of the Times                                     | 2017 |
| -    | -    | 429  | 429  | Queen and David Bowie                                               | Under Pressure                                        | 1981 |
| -    | -    | 430  | 430  | Pete Rock and C.L. Smooth                                           | They Reminisce Over You (en)                          | 1992 |
| -    | -    | 431  | 431  | Prince                                                              | Adore (en)                                            | 1987 |
| -    | -    | 433  | 433  | Pet Shop Boys                                                       | West End Girls                                        | 1984 |
| -    | -    | 435  | 435  | Rush                                                                | Limelight (en)                                        | 1981 |
| -    | -    | 436  | 436  | Carly Rae Jepsen                                                    | Call Me Maybe                                         | 2012 |
| -    | -    | 437  | 437  | Lucinda Williams                                                    | Passionate Kisses (en)                                | 1988 |
| -    | -    | 438  | 438  | Megan Thee Stallion feat. Beyoncé                                   | Savage (Remix)                                        | 2020 |
| -    | -    | 439  | 439  | Celia Cruz                                                          | La vida es un carnaval                                | 1998 |
| -    | -    | 440  | 440  | Alicia Keys                                                         | If I Ain't Got You                                    | 2003 |
| -    | -    | 441  | 441  | Miranda Lambert                                                     | The House That Built Me (en)                          | 2010 |
| -    | -    | 442  | 442  | Motörhead                                                           | Ace of Spades                                         | 1980 |
| -    | -    | 443  | 443  | Fall Out Boy                                                        | Sugar, We're Goin Down (en)                           | 2005 |
| -    | -    | 445  | 445  | T. Rex                                                              | Cosmic Dancer                                         | 1971 |
| -    | -    | 446  | 446  | Bruce Springsteen                                                   | Rosalita (Come Out Tonight) (en)                      | 1973 |
| -    | -    | 448  | 448  | Erykah Badu                                                         | Tyrone (en)                                           | 1997 |
| -    | -    | 450  | 450  | Neil Young                                                          | Powderfinger (en)                                     | 1979 |
| -    | -    | 451  | 451  | Migos feat. Lil Uzi Vert                                            | Bad and Boujee                                        | 2016 |
| -    | -    | 452  | 452  | Toto                                                                | Africa                                                | 1982 |
| -    | -    | 453  | 453  | Missy Elliot                                                        | The Rain (Supa Dupa Fly) (en)                         | 1997 |
| -    | -    | 454  | 454  | Sister Nancy                                                        | Bam Bam (en)                                          | 1982 |
| -    | -    | 456  | -    | Lana Del Rey                                                        | Summertime Sadness                                    | 2012 |
| -    | -    | 457  | 457  | Bon Jovi                                                            | Livin' on a Prayer                                    | 1986 |
| -    | -    | 459  | 459  | Sade                                                                | No Ordinary Love                                      | 1992 |
| -    | -    | 460  | 460  | Steel Pulse                                                         | Ku Klux Klan                                          | 1978 |
| -    | -    | 465  | 465  | Daft Punk feat. Pharrell Williams                                   | Get Lucky                                             | 2013 |
| -    | -    | 466  | 466  | Luther Vandross                                                     | Never Too Much (en)                                   | 1981 |
| -    | -    | 468  | 468  | Mazzy Star                                                          | Fade into You                                         | 1993 |
| -    | -    | 469  | 469  | Dixie Chicks                                                        | Goodbye Earl (en)                                     | 2000 |
| -    | -    | 472  | 472  | Peter Gabriel                                                       | Solsbury Hill                                         | 1977 |
| -    | -    | 473  | 473  | Tammy Wynette                                                       | Stand by Your Man                                     | 1968 |
| -    | -    | 474  | 474  | Curtis Mayfield                                                     | Move On Up (en)                                       | 1970 |
| -    | -    | 475  | 475  | Janet Jackson                                                       | Rhythm Nation                                         | 1989 |
| -    | -    | 476  | 476  | Kris Kristofferson                                                  | Sunday Mornin' Comin' Down                            | 1970 |
| -    | -    | 477  | 477  | The Go-Go's                                                         | Our Lips Are Sealed (en)                              | 1981 |
| -    | -    | 478  | 478  | Juvenile feat. Lil Wayne and Mannie Fresh                           | Back That Azz Up (en)                                 | 1998 |
| -    | -    | 479  | 479  | Santana                                                             | Oye cómo va                                           | 1970 |
| -    | -    | 480  | 480  | Biz Markie                                                          | Just a Friend (en)                                    | 1989 |
| -    | -    | 481  | 481  | Robert Johnson                                                      | Cross Road Blues                                      | 1937 |
| -    | -    | 482  | 482  | Lady Gaga                                                           | Bad Romance                                           | 2009 |
| -    | -    | 485  | 485  | Azealia Banks                                                       | 212                                                   | 2011 |
| -    | -    | 486  | 486  | Lil Wayne                                                           | A Milli (en)                                          | 2009 |
| -    | -    | 487  | 487  | Solange                                                             | Cranes in the Sky (en)                                | 2016 |
| -    | -    | 488  | 488  | The Weeknd                                                          | House of Balloons                                     | 2011 |
| -    | -    | 489  | 489  | The Breeders                                                        | Cannonball                                            | 1993 |
| -    | -    | 490  | 490  | Lil Nas X                                                           | Old Town Road                                         | 2019 |
| -    | -    | 492  | 492  | Miles Davis                                                         | So What                                               | 1959 |
| -    | -    | 493  | 494  | The Pixies                                                          | Where Is My Mind?                                     | 1988 |
| -    | -    | 494  | 495  | Cyndi Lauper                                                        | Time After Time                                       | 1983 |
| -    | -    | 495  | 496  | Carly Simon                                                         | You're So Vain                                        | 1972 |
| -    | -    | 496  | 497  | Harry Nilsson                                                       | Without You                                           | 1971 |
| -    | -    | 497  | 498  | Lizzo                                                               | Truth Hurts                                           | 2017 |
| -    | -    | 498  | 499  | Townes Van Zandt                                                    | Pancho and Lefty                                      | 1972 |
| -    | -    | 500  | 493  | Kanye West                                                          | Stronger                                              | 2007 |
| -    | -    | -    | 500  | Harry Styles                                                        | As It Was                                             | 2022 |
| -    | -    | -    | 491  | Bad Bunny                                                           | Tití Me Preguntó (en)                                 | 2022 |
| -    | -    | -    | 456  | Lana Del Rey                                                        | A&W (en)                                              | 2023 |
| -    | -    | -    | 428  | Beyoncé                                                             | Break My Soul                                         | 2022 |
| -    | -    | -    | 414  | Wizkid ft. Tems                                                     | Essence (en)                                          | 2021 |
| -    | -    | -    | 402  | Eslabon Armado (en) et Peso Pluma                                   | Ella Baila Sola (en)                                  | 2023 |
| -    | -    | -    | 400  | Taylor Swift                                                        | Cruel Summer                                          | 2019 |
| -    | -    | -    | 394  | Jeff Buckley                                                        | Grace (en)                                            | 1994 |
| -    | -    | -    | 377  | Olivia Rodrigo                                                      | Drivers License                                       | 2021 |
| -    | -    | -    | 280  | BTS                                                                 | Spring Day                                            | 2017 |
| -    | -    | -    | 267  | SZA                                                                 | Kill Bill                                             | 2022 |